# Дрель

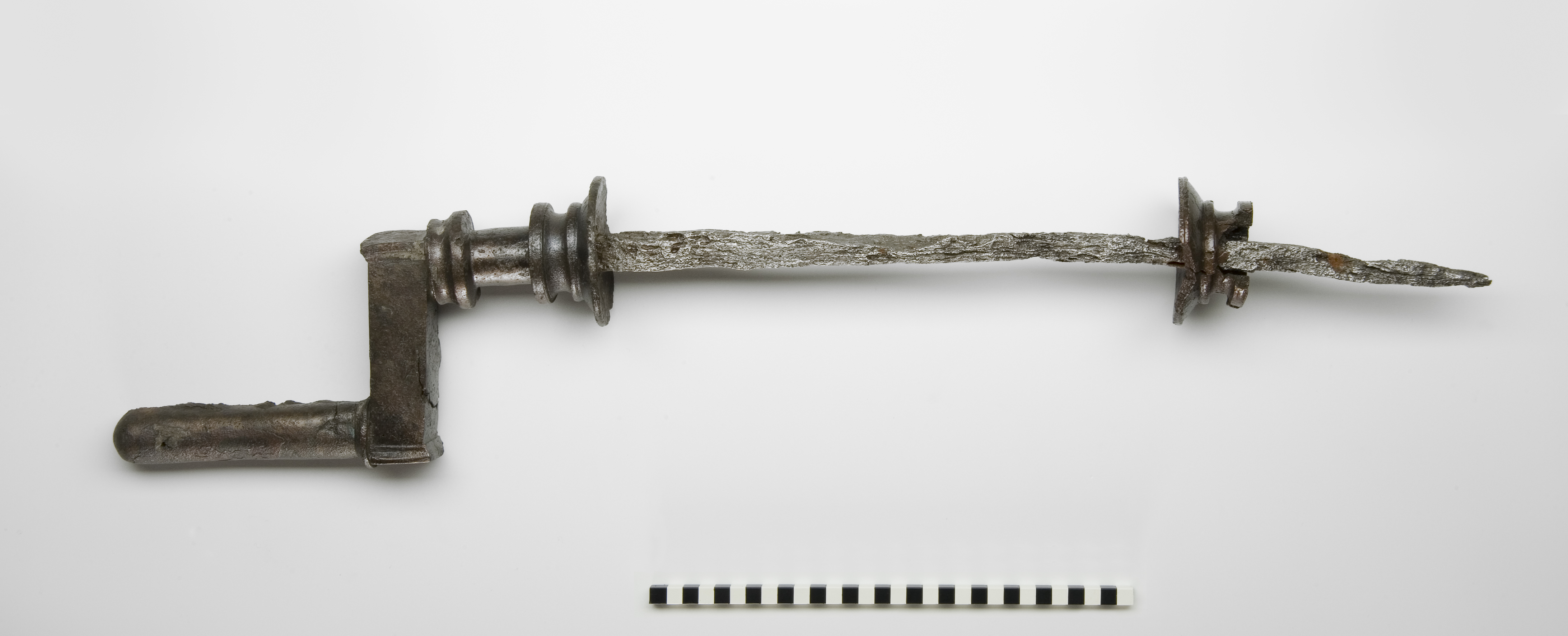
Римская кривошипная ручная дрель из Augusta Raurica, датированная 2-м веком до н.э.

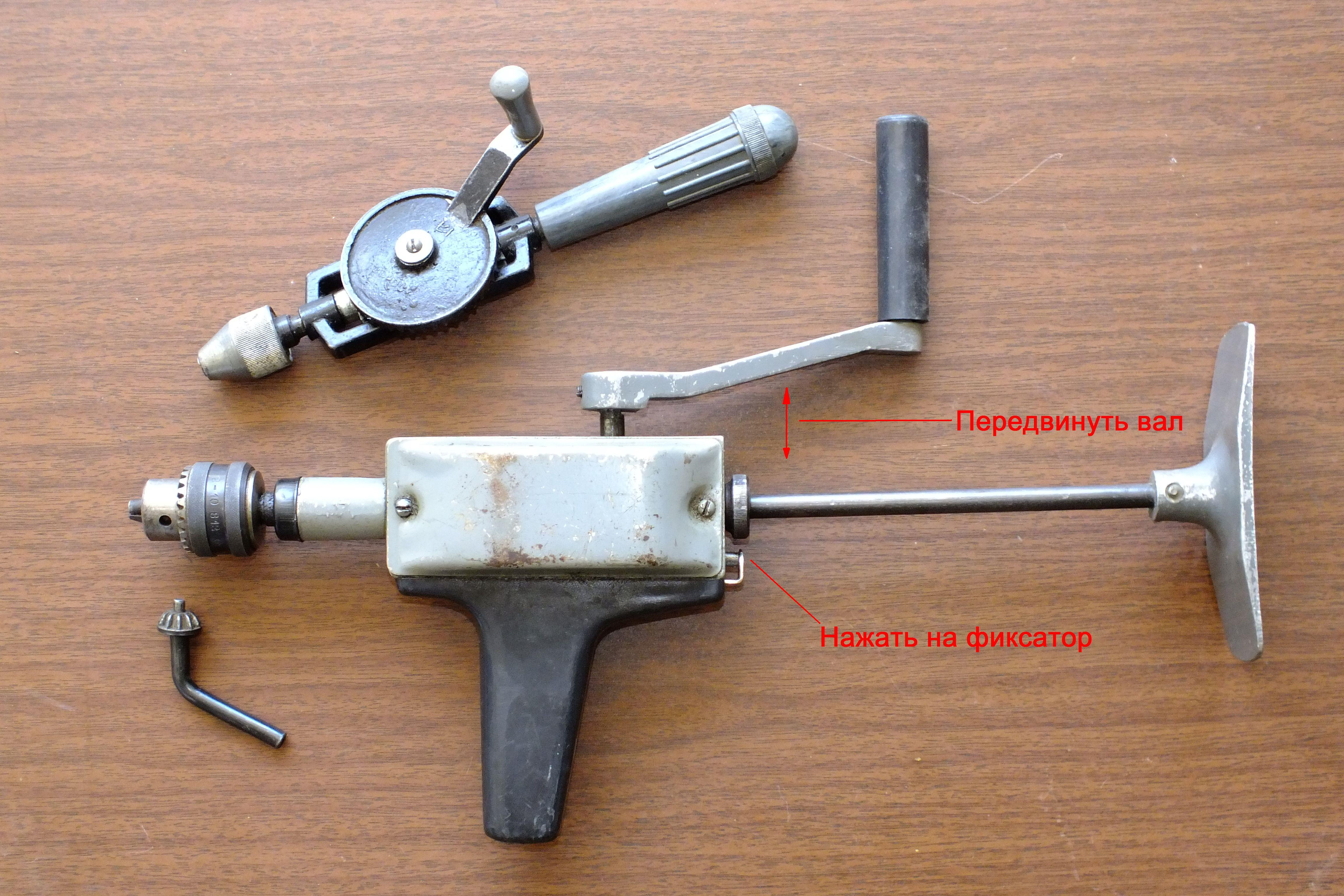
Ручные дрели — односкоростная и двухскоростная с рукояткой-держателем пистолетного типа и плечевым упором. Выбор скорости вращения у двухскоростной дрели производится переключением простейшей «коробки передач».

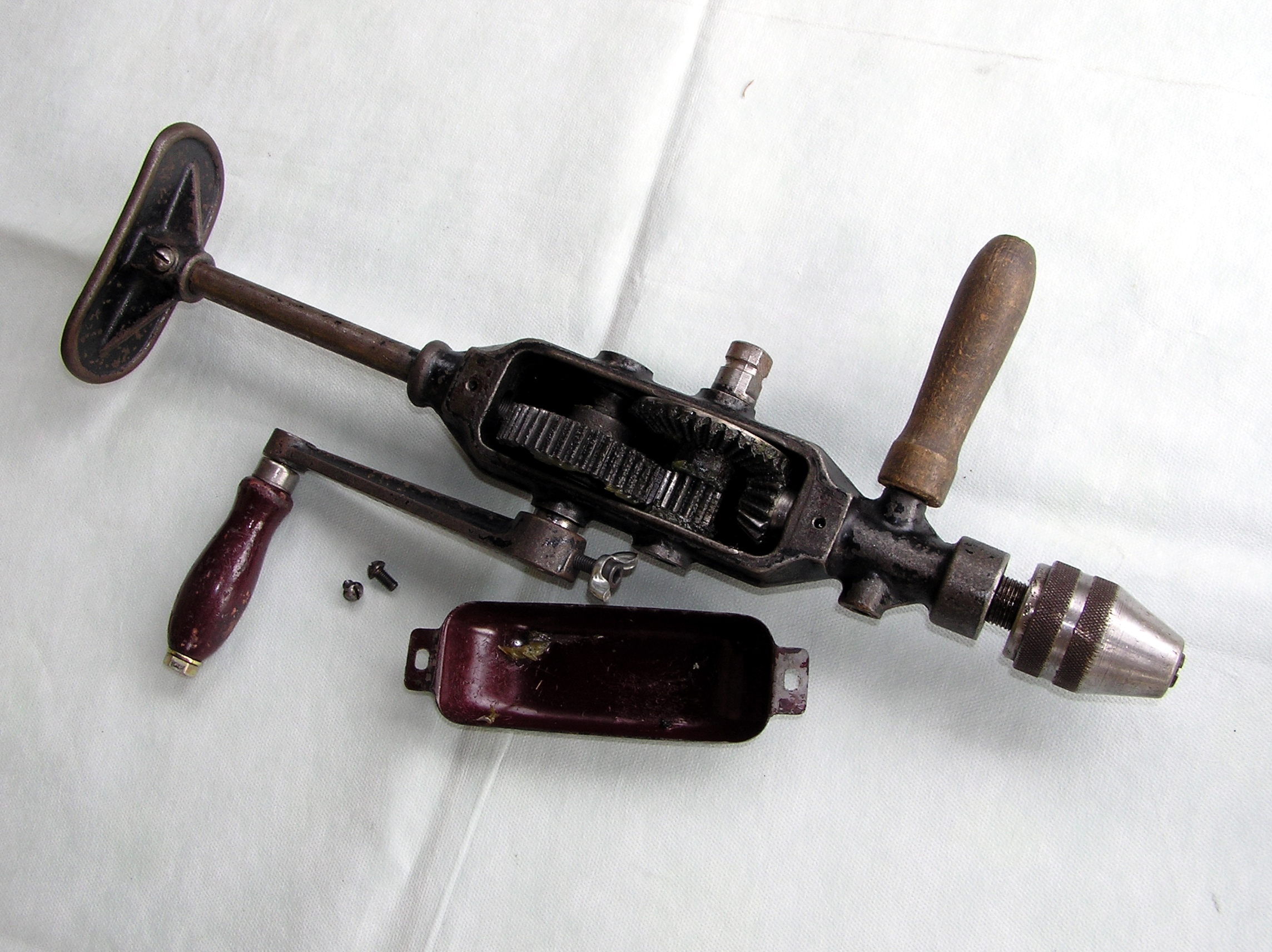
Двухскоростная ручная дрель, выбор скорости вращения производится перестановкой рукоятки. Кожух снят.

Дрель — ручной, пневматический или электрический инструмент, предназначенный для придачи вращательного движения сверлу или другому режущему инструменту для сверления отверстий в различных материалах при проведении строительных, отделочных, столярных, слесарных и других работ.

## Ручная дрель
Ручная дрель — механический инструмент, который применяется для придания вращательного движения с повышенным числом оборотов сверлу или другому режущему инструменту при сверлении отверстий в различных материалах.
Односкоростные дрели имеют только повышающую передачу, состоящую из двух конических шестерён. Как правило, выпускаются в малогабаритном исполнении.
Двухскоростные дрели дополнительно имеют пару цилиндрических шестерён, позволяющих выбирать низкую или высокую скорость вращения патрона со сверлом.
Большие ручные дрели имеют плечевой упор и рукоятку-держатель, облегчающие сверление.

## Электрическая дрель

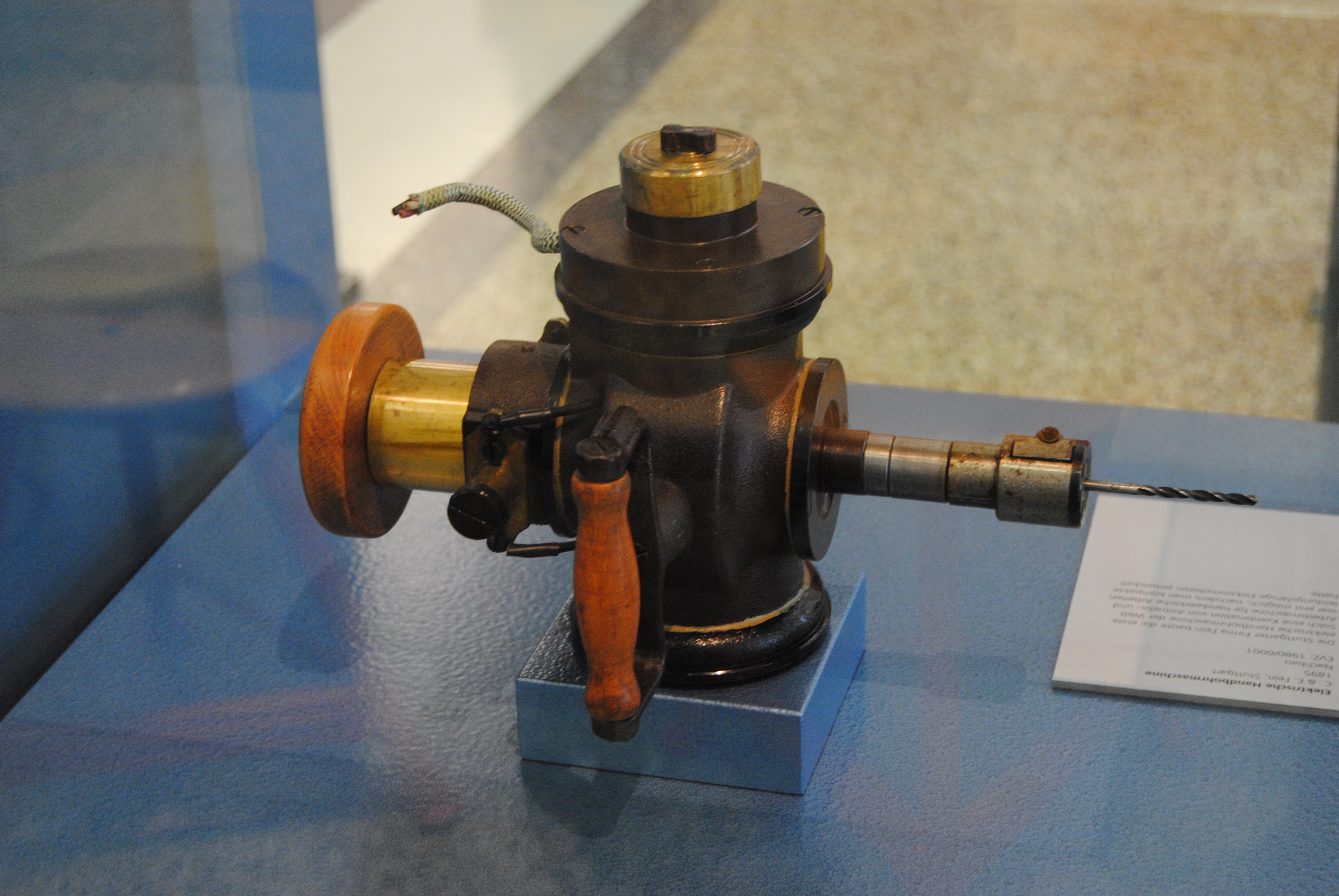
электрическая дрель Fein 1895 года выпуска (копия) в музее «Technoseum», Мангейм

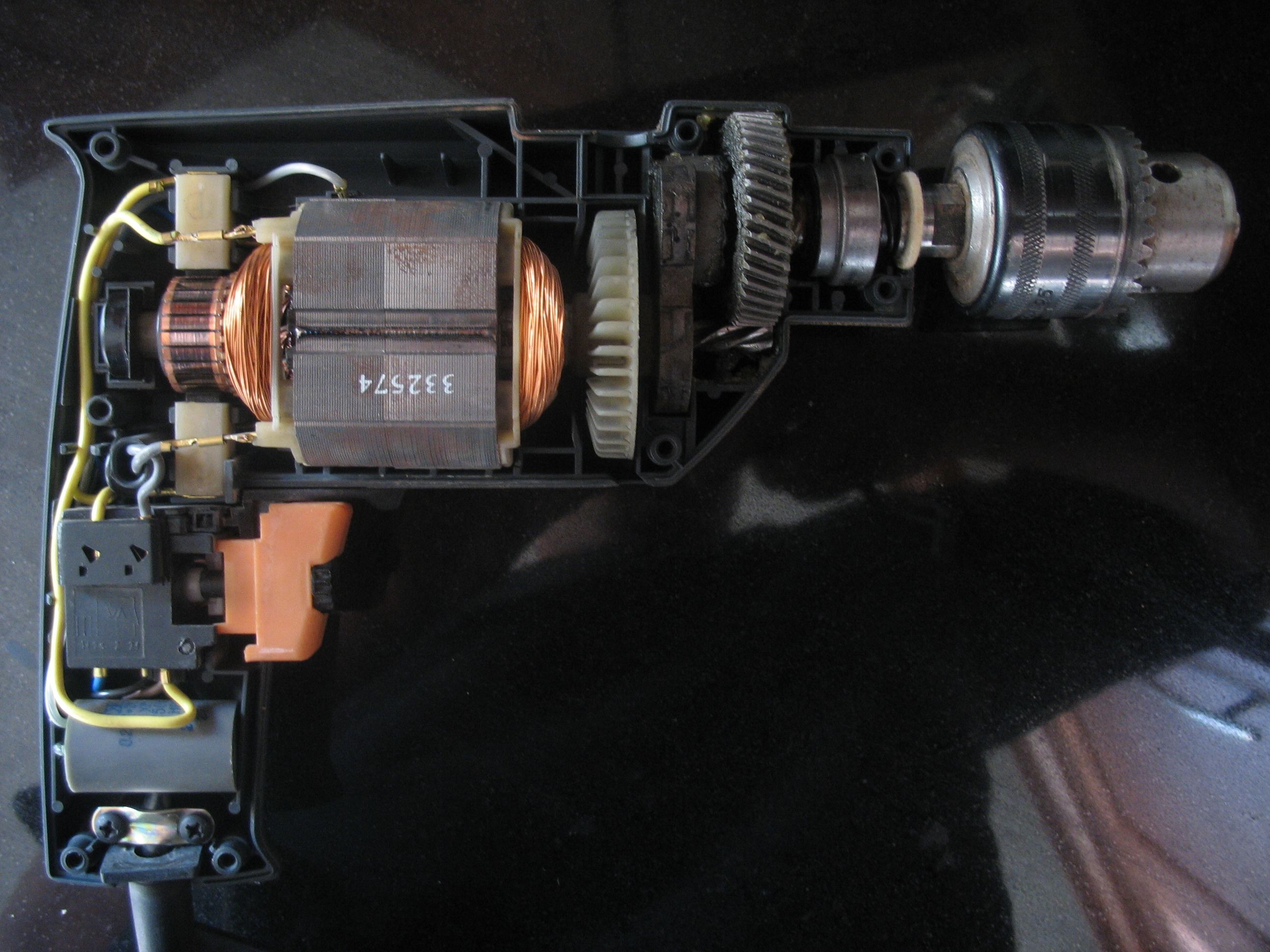
Современная электродрель

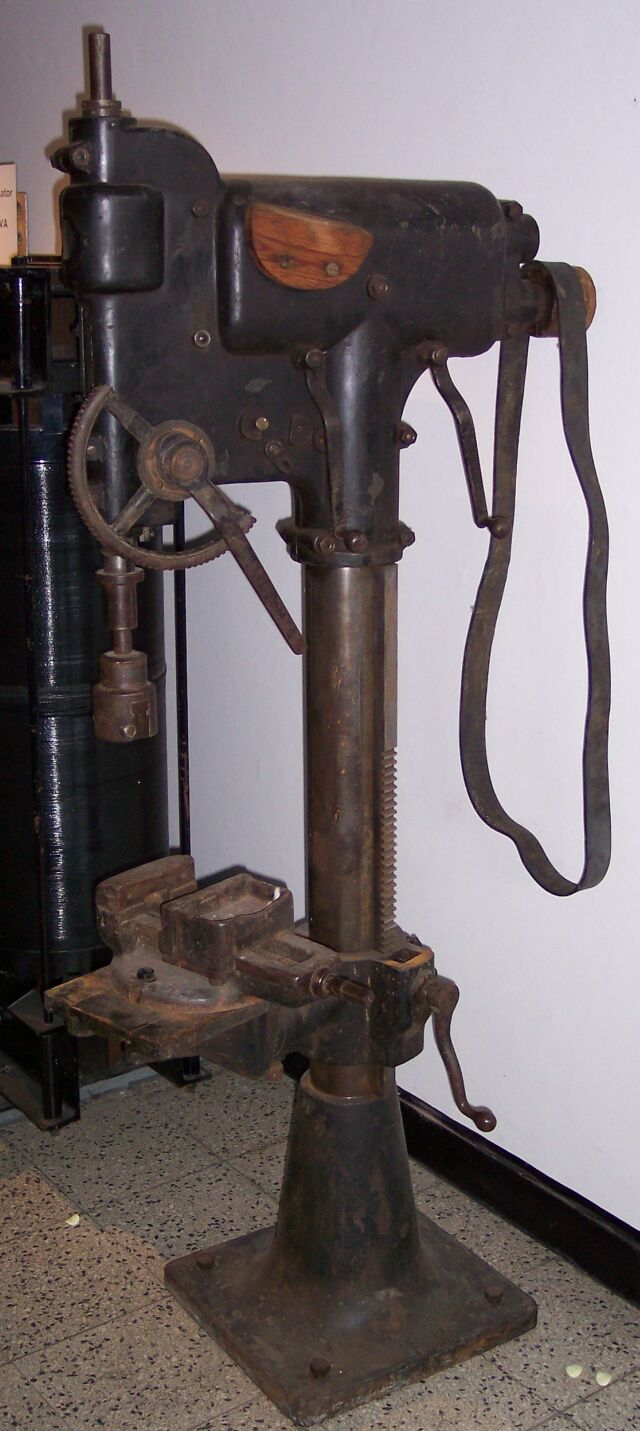
сверлильный станок (дрель) с трансмиссией.

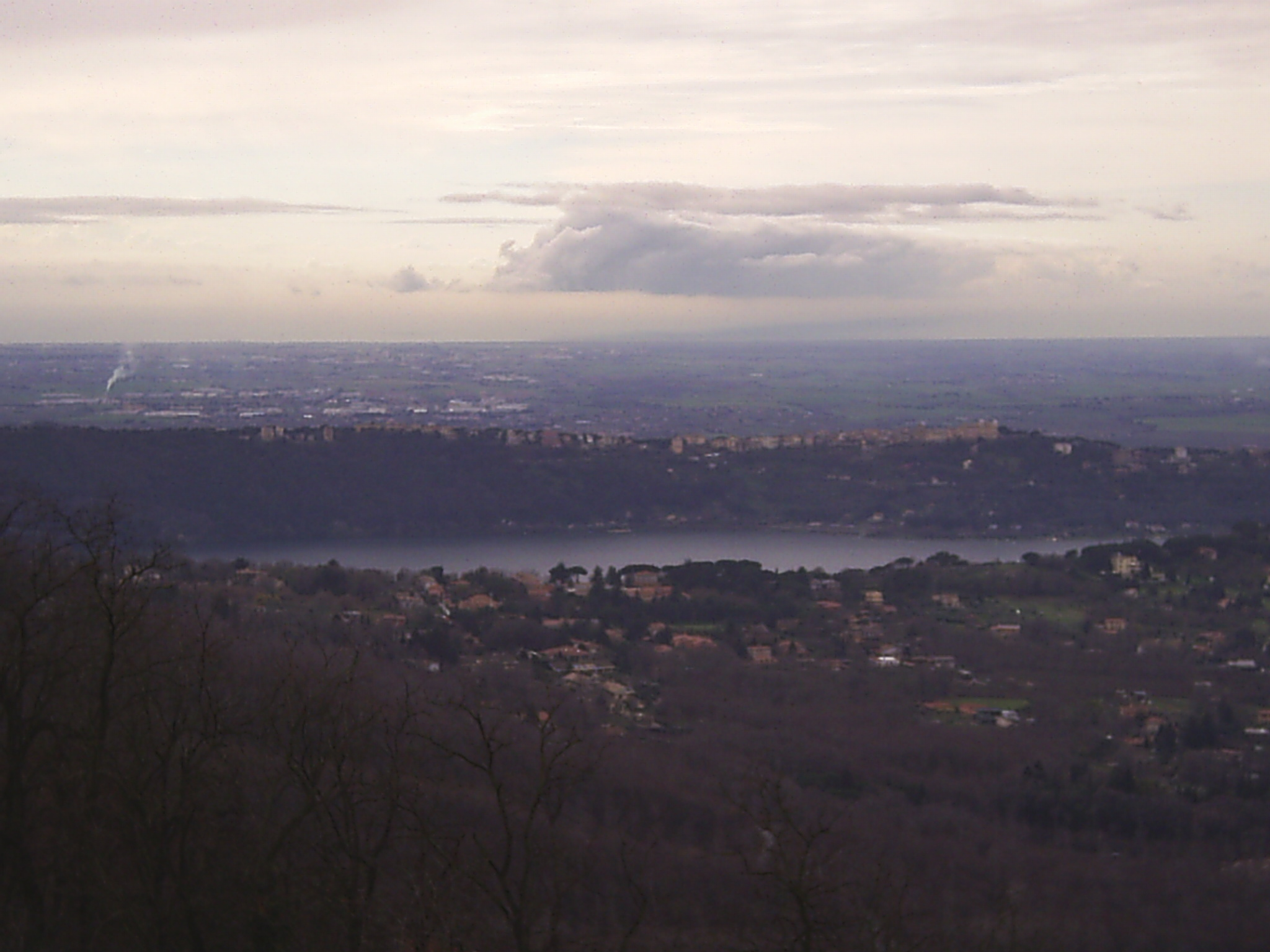
Современная электродрель с возможностью сверления с ударом

Дрель Интерскол с эффектом перфорации, переключением скоростей, дополнительной ручкой и уровнем

Первые электродрели стали появляться вскоре после изобретения электродвигателей. Начиная с 1860-х годов эти аппараты внедряются во многие отрасли промышленности. По мере совершенствования электродвигателей, в 1880-х годах стали появляться «инструментальные» версии электродрелей, которые использовались на заводах и судоверфях.
Дрель представляет собой инструмент, чаще всего, в форме пистолета, внутри которого расположены тяговый преобразователь, пусковой выключатель, реверс, реостат или тиристорный регулятор мощности, электродвигатель (УКД), также может присутствовать механизм для сверления с ударом. На валу (шпинделе) дрели расположен патрон, предназначенный для установки различных слесарных и строительных насадок. У мощных дрелей в шпинделе имеется посадка «конус Морзе» для непосредственной фиксации в ней сверла.

### Компоновка
Небольшие дрели, применяемые для сверления мелких отверстий, часто выполняются в форме цилиндра, удерживаемого в руке как авторучка. Также в форме цилиндра выполняются угловые дрели, предназначенные для сверления в труднодоступных местах. Последние оснащаются специальной зубчатой передачей для поворота оси вращения на 90 градусов (как у УШМ). Такое исполнение позволяет сверлить отверстия, например, в боковых поверхностях узких ниш.

### Патрон
Большинство дрелей оснащены кулачковым патроном. Такой патрон представляет собой полый цилиндр (корпус патрона), по поверхности которого движется регулировочное кольцо или регулировочная гильза. Одним из оснований цилиндр крепится на вал дрели, в другое основание закрепляются насадки. При вращении регулировочного кольца внутри цилиндра движутся по специальным направляющим металлические кулачки, которые сближаются или удаляются друг от друга в зависимости от направления вращения кольца.
Для крепления на вал дрели в корпусе патрона имеется отверстие с резьбой или с конусной поверхностью. Есть патроны, специально предназначенные для перфораторов с функцией смены патрона.
Кулачковый патрон дрели позволяет закреплять насадки с хвостовиком цилиндрической формы и любого диаметра из некоторого диапазона. Наиболее типичны диапазоны 0,8—10 мм и 1,5—13 мм.
Для надёжной фиксации насадки требуется затягивание патрона со значительным усилием. Существует два различных варианта кулачковых патронов — «обычные» («ключевые» или «зубчато-венцовые») и «быстрозажимные». Регулировочное кольцо «обычного» патрона затягивается или ослабляется при помощи специального ключа.
У быстрозажимного патрона (БЗП) для затяжки и ослабления используется металлическая гильза с накаткой (рифлением) или оребрённая пластмассовая гильза. Гильзу БЗП вращают рукой без применения инструмента, при этом необходимо удерживать от вращения корпус патрона. Для фиксации рукой корпуса БЗП на нём со стороны вала (шпинделя) дрели выполняется накатка или неподвижно закрепляется оребрённая гильза (такой БЗП называют двухгильзовым). Есть модели дрелей, у которых блокируется шпиндель (с помощью кнопки на корпусе или с помощью специального механизма, который автоматически блокирует шпиндель при остановке двигателя). На дрели с блокировкой шпинделя устанавливают БЗП, которые имеют одну широкую гильзу. Одногильзовые БЗП более удобны, их можно затягивать и ослаблять, не снимая защитных рукавиц (перчаток). В случае, если блокировка осуществляется кнопкой на корпусе, такая кнопка обычно возвращается в отжатое положение возвратной пружиной; при работе в условиях сильной запылённости кнопку может заклинивать.
Оба варианта имеют свои преимущества и недостатки. «Обычный» патрон затягивается ключом, который обеспечивает большее усилие затяжки, в результате патрон реже ослабляется сам, особенно при сверлении с ударом. БЗП избавляет от риска потерять ключ и не имеет зубцов, которые могут травмировать в случае соскальзывания руки. Модели БЗП, обеспечивающие большее усилие затяжки, существенно дороже «обычного» патрона.

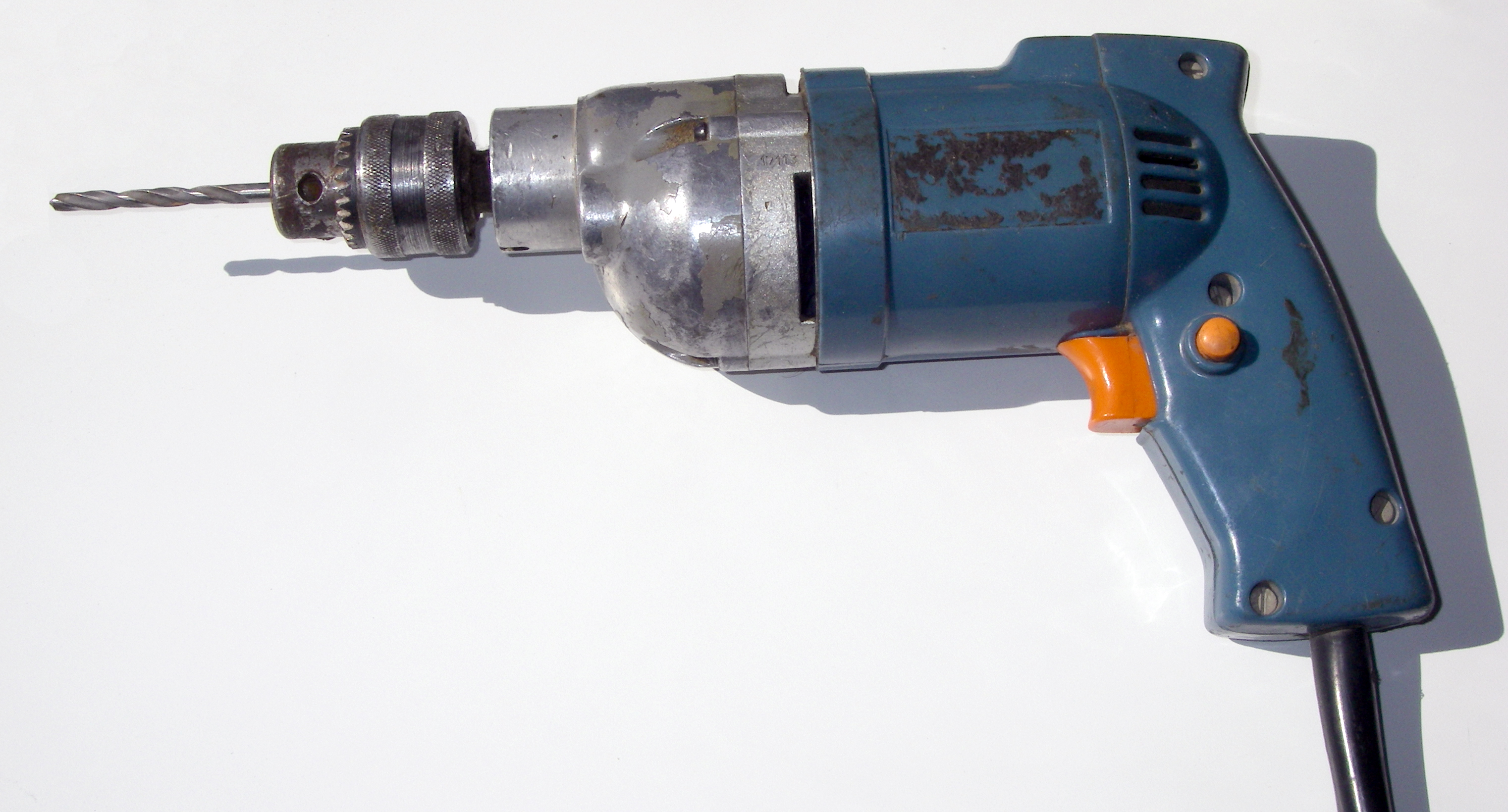
Болгарская электродрель фирмы Елпром Ловеч, модель В8: 220 В, 420 Вт, 940 об/мин, «обычный» кулачковый патрон

### Реверс и регулировка угловой скорости
Изменение направления вращения обычно достигается изменением включения электродвигателя. Для этого на корпусе дрели предусматривают переключатель. Часто он располагается вблизи рукоятки, что позволяет переключать его, не отвлекаясь от работы. Поскольку переключение при работающем двигателе может сильно перегружать последний, переключатель обычно связан с пусковым выключателем так, чтобы переключение было невозможно при включенном двигателе. Иногда переключение направления вращения производится путём поворота щеточного блока относительно коллектора на 90°.
Реверс используется для выворачивания винтов и шурупов и для извлечения заклиненных насадок.
Регулировка угловой скорости может быть реализована электронным или механическим способами (оба способа могут быть использованы одновременно):
- механическое изменение скорости осуществляется изменением передаточного числа редуктора. Обычно используется редуктор с двумя передаточными числами (2-скоростной), реже с бо́льшим. При понижении скорости возрастает крутящий момент, выходная мощность почти не изменяется.
- электронная регулировка скорости осуществляется с помощью реостата, который управляется изменением нажатия на кнопку выключателя — чем глубже вдавлена кнопка, тем выше скорость. Часто на кнопке располагается колёсико, которым выставляется ограничение максимальной скорости. При понижении скорости электронным способом выходная мощность снижается. В настоящее время от реостатного управления с большим выделением тепла на реостате перешли к тиристорному управлению мощностью с меньшим выделением тепла.

Для поддержания крутящего момента иногда используют электронные схемы, которые существенно удорожают изделие, поэтому применяются редко.
Регулировка угловой скорости используется для понижения скорости при заворачивании/отворачивании шурупов, при начале сверления (засверливании), при сверлении легкоплавких материалов, при сверлении отверстий большого диаметра.

### Применение

При приведении дрели в рабочее состояние патрон вращается, приводя тем самым насадку в механическое движение. Скорость вращения (число оборотов в единицу времени) можно регулировать при помощи реостата, направление вращения — при помощи реверса.
Чаще всего дрель имеет два режима работы: обычный и с ударом.
Обычный режим предназначен для проведения столярных и слесарных работ.
Режим сверления с ударом предназначен для сверления отверстий в камне, кирпичной кладке или бетоне. В режиме с ударом сверло совершает не только вращательное, но и возвратно-поступательное движение, что позволяет сверлить твёрдые стены за короткий промежуток времени. Продольные движения сверла обеспечиваются ударным механизмом дрели. Для сверления камня (кирпича, бетона) необходима насадка или сверло со специальным наконечником повышенной твердости. Ударная дрель по своей эффективности значительно отличается от перфоратора, и её не следует рассматривать как полноценную замену последнему. Сверление с ударом недопустимо в случаях, когда есть риск растрескивания материала — например, при сверлении керамической плитки и черепицы или в непосредственной близости от краёв стен.
Помимо сверления, дрель может быть использована для заворачивания/отворачивания винтов и шурупов. Кроме того, распространены насадки для шлифования и отрезания, предназначенные для закрепления в патрон дрели.
Работать с инструментом следует осторожно. При проведении любых работ дрелью необходимо носить защитные очки во избежание попадания мелких частиц обрабатываемого материала в глаза.

## Пневматическая дрель
Дрели пневматические — это промышленные инструменты, которые используются для сверления в условиях заводского производства  в разных сферах промышленности (на линиях конвейера). Их разделяют по мощности, исполнению, наличию реверса и максимально возможному диаметру сверления. Есть следующие виды:
- Прямые — выполняются так, что ось двигателя и ось патрона совпадают. В основном, их форма схожа с пистолетом;
- Торцевые — внешне напоминают отвёртку;
- Угловые — ось вращения патрона размещается под углом к корпусу.

Минимальная скорость шпинделя равна 250 оборотов в минуту, а наибольшая в турбинных аппаратах доходит до 22000 оборотов в минуту.
Пневматическая дрель работает от стационарного или передвижного источника сжатого воздуха - пневматического компрессора. В большинстве случаев при работе с пневмодрелью требуется защита органов слуха.

## Правила техники безопасности
При подготовке к работе следует:
- убедиться в отсутствии посторонних включений в заготовке или скрытой проводки и арматуры в стене, потолке;
- надёжно закрепить заготовку и ни в коем случае не держать её в руках в ходе работы;
- удостовериться, что оснастка дрели надёжно закреплена в патроне;
- не забыть снять с патрона ключ зажима сверла.

Во время использования необходимо:
- при работе с твёрдыми поверхностями и вязкими материалами держать дрель двумя руками, особенно при работе с мощными моделями;
- не перегружать дрель сильным нажимом, дабы не допустить заклинивания;
- быть особенно осторожным при использовании дополнительных насадок;
- запрещается пользоваться переключателем реверса при работающем двигателе;
- при сверлении потолка в обязательном порядке использовать защитные очки;
- запрещается специально выпускать дрель из рук при работающем двигателе и нажатой кнопке фиксатора выключателя.
- запрещается тормозить вращающийся патрон и зажатый в нем инструмент руками, особенно в перчатках, так как ткань может намотать на вращающиеся части и вызвать травмы, по этой же причине следует держать подальше от вращающихся частей элементы одежды и любые ткани, до полной остановки шпинделя

После завершения работы рекомендуется:
- не выпускать дрель из рук до полной остановки двигателя;
- некоторое время не прикасаться к оснастке даже после полной остановки шпинделя — возможны ожоги.